# Томпсон, Джеймс (боец)
Дже́ймс То́мпсон (англ. James Thompson; 16 декабря 1978, Рочдейл) — английский боец смешанного стиля, представитель тяжёлой весовой категории. Выступает на профессиональном уровне начиная с 2003 года, известен по участию в турнирах таких бойцовских организаций как Pride, Bellator, Dream, Cage Rage, EliteXC, Sengoku, KSW, SFL и др.

## Биография
Джеймс Томпсон родился 16 декабря 1978 года в городе Рочдейле графства Большой Манчестер. В молодости был довольно успешным игроком в регби, позже работал вышибалой и взыскателем долгов, кроме того, в свободное время занимался культуризмом. Ещё до начала профессиональной бойцовской карьеры участвовал в любительских соревнованиях по борьбе, в том числе встречался на них со знаменитым американским борцом Доном Фраем — этот опыт впоследствии побудил его начать карьеру в ММА. Бойцовскую технику он изучал по записям на DVD, прежде всего уделял внимание боксу, борьбе и бразильскому джиу-джитсу.

### Начало карьеры
Дебютировал в смешанных единоборствах на профессиональном уровне в январе 2003 года, своего первого соперника победил в первом же раунде удушающим приёмом предплечьем. Начало бойцовской карьеры связал с британским промоушеном Ultimate Combat, где одержал несколько уверенных побед подряд. Особенно памятно его противостояние с Марком «Акулой» Годдардом — в первом их бою в результате серии ударов рефери остановил поединок и признал победителем Томпсона, но Годдард опротестовал это решение, ссылаясь на то, что ранее в поединке в одной из попыток применения «рычага локтя» Томпсон сигнализировал о сдаче. В состоявшемся вскоре матче-реванше Томпсон нокаутировал Годдарда за 18 секунд. Первое в карьере поражение потерпел в июне 2004 года, техническим нокаутом от грузинского бойца Тенгиза Тедорадзе. Завершил выступление в Ultimate Combat победой единогласным решением судей над американским ветераном ММА Дэном Северном.

### Pride и Cage Rage
Имея в послужном списке шесть побед и только одно поражение, Томпсон привлёк к себе внимание японского промоушена Pride Fighting Championships, который на тот момент входил в число крупнейших бойцовских организаций мира. Дебютный поединок здесь оказался для него крайне неудачным, россиянин Александр Емельяненко нокаутировал его за 11 секунд. Тем не менее, несмотря на такое обескураживающие поражение, он остался в организации и затем одержал победу над такими известными бойцами как Генри Миллер, Александру Лунгу и Гигант Силва. В 2006 году участвовал в гран-при тяжеловесов Pride, но уже на стартовом этапе был остановлен японцем Кадзуюки Фудзитой. За этим последовали победа над норвежцем Йоном Олавом Эйнемо, неожиданная досрочная победа над японским олимпийским чемпионом по дзюдо Хидэхико Ёсидой, победа над Доном Фраем.
Одновременно с выступлениями в Pride Джеймс Томпсон также регулярно выступал на родине в рамках промоушена Cage Rage, однако в основном проигрывал — Робу Бротону, Эрику Эшу, Нилу Гроуву. Частые проигрыши Томпсон связывал с нехваткой спарринг-партнёров, по этой причине он решил присоединиться к американской команде Xtreme Couture, созданной известным американским бойцом Рэнди Кутюром.

### EliteXC, Sengoku, Dream
В США его карьера тоже складывалась не очень удачно, на турнирах американского промоушена Elite Xtreme Combat Томпсон потерпел поражения нокаутом от Бретта Роджерса и Кимбо Слайса. Череда поражений продолжилась и в 2009 году, когда на турнирах японских организаций World Victory Road и Dream Томпсон проиграл Джиму Йорку и Алистару Овериму соответственно. В 2010 году взял реванш у Тенгиза Тедорадзе, но затем уступил Робу Бротону, Миодрагу Петковичу и Юсукэ Кавагути.

### KSW, SFL
Период 2011—2014 годов оказался для Джеймса Томпсона сравнительно успешным. Так, в рамках польского промоушена KSW он дважды дрался с силачом Мариушом Пудзяновским — в первом случае победил удушающим «ручным треугольником», во втором случае проиграл спорным судейским решением. Томпсон нелицеприятно высказался в адрес промоушена, и через два дня руководство организации решило изменить результат боя на «несостоявшийся», сославшись на ошибку при подсчёте очков на судейских карточках.
Позже в новообразованном промоушене Super Fight League английский боец дважды выступал в главных боях вечера, победив Боба Саппа и Бобби Лэшли.

### Bellator MMA
В 2014 году Томпсон подписал контракт с одной из крупнейших бойцовских организаций мира Bellator и дебютировал здесь с победы техническим нокаутом над Эриком Приндлом. Планировался его бой против ветерана UFC Хьюстона Александра, но Томпсон выбыл из карда турнира из-за травмы. Организаторы предприняли несколько попыток провести матч-реванш с Бобби Лэшли — из-за травм обоих бойцов поединок неоднократно переносился и в итоге состоялся лишь в ноябре 2015 года — на сей раз Лэшли одержал победу техническим нокаутом. Спустя пару недель руководство Bellator делегировало Томпсона на предновогодний турнир в Японии новообразованного промоушена Rizin fighting federation, он не имел достаточно времени на подготовку и в итоге досрочно проиграл опытнейшему японскому бойцу Цуёси Косаке.
В апреле 2016 года президент Bellator Скотт Кокер анонсировал матч-реванш между Джеймсом Томпсоном и Кимбо Слайсом, который должен был стать главным событием июльского лондонского турнира Bellator 158. Однако, когда до турнира оставалось чуть больше месяца, Слайс неожиданно скончался от остановки сердца.

## Статистика в профессиональном ММА
| Боёв 38         | Побед 20 | Поражений 17 |
| --------------- | -------- | ------------ |
| Нокаутом        | 11       | 13           |
| Сдачей          | 7        | 3            |
| Решением        | 2        | 1            |
| Не состоявшихся | 1        | 1            |

| Результат    | Рекорд    | Соперник               | Способ                       | Турнир                                     | Дата             | Раунд | Время | Место                      | Примечание                                 |
| ------------ | --------- | ---------------------- | ---------------------------- | ------------------------------------------ | ---------------- | ----- | ----- | -------------------------- | ------------------------------------------ |
| Поражение    | 20-17 (1) | Фил де Фрайс           | Сдача (гильотина)            | Bellator 191                               | 15 декабря 2017  | 1     | 1:33  | Ньюкасл, Англия            |                                            |
| Поражение    | 20-16 (1) | Цуёси Косака           | TKO (удары руками)           | Rizin fighting federation 1: Day 1         | 29 декабря 2015  | 2     | 1:58  | Сайтама, Япония            |                                            |
| Поражение    | 20-15 (1) | Бобби Лэшли            | TKO (удары руками)           | Bellator 145                               | 6 ноября 2015    | 1     | 0:54  | Сент-Луис, США             |                                            |
| Победа       | 20-14 (1) | Эрик Приндл            | TKO (удары руками)           | Bellator 121                               | 6 июня 2014      | 1     | 1:55  | Такервилл, США             |                                            |
| Победа       | 19-14 (1) | Колин Робинсон         | Сдача (треугольник руками)   | Underdog Xtreme Championships 2            | 1 марта 2014     | 2     | 2:47  | Белфаст, Северная Ирландия |                                            |
| Победа       | 18-14 (1) | Бобби Лэшли            | Единогласное решение         | Super Fight League 3: Lashley vs. Thompson | 6 мая 2012       | 3     | 5:00  | Дели, Индия                |                                            |
| Победа       | 17-14 (1) | Боб Сапп               | Сдача (травма ноги)          | Super Fight League 1: Thompson vs. Sapp    | 11 марта 2012    | 1     | 3:17  | Мумбаи, Индия              |                                            |
| Не состоялся | 16-14 (1) | Мариуш Пудзяновский    | NC (отменённое поражение)    | KSW 17: Revenge                            | 26 ноября 2011   | 2     | 5:00  | Лодзь, Польша              | Поражение отменено из-за судейской ошибки. |
| Победа       | 16-14     | Мариуш Пудзяновский    | Сдача (треугольник руками)   | KSW 16: Khalidov vs. Lindland              | 21 мая 2011      | 2     | 1:06  | Гданьск, Польша            |                                            |
| Поражение    | 15-14     | Юсукэ Кавагути         | Раздельное решение           | Dream 16                                   | 25 сентября 2010 | 2     | 5:00  | Нагоя, Япония              | Бой в супертяжёлом весе.                   |
| Поражение    | 15-13     | Миодраг Петкович       | KO (удар рукой)              | Milenium Fight Challenge 4                 | 4 июня 2010      | 1     | 1:01  | Сплит, Хорватия            |                                            |
| Поражение    | 15-12     | Роб Бротон             | KO (удар рукой)              | ZT Fight Night: Heavyweights Collide       | 30 января 2010   | 2     | 2:28  | Хов, Англия                |                                            |
| Победа       | 15-11     | Тенгиз Тедорадзе       | TKO (удары руками)           | ZT Fight Night: Heavyweights Collide       | 30 января 2010   | 2     | 2:55  | Хов, Англия                |                                            |
| Поражение    | 14-11     | Алистар Оверим         | Сдача (гильотина стоя)       | Dream 12                                   | 25 октября 2009  | 1     | 0:33  | Осака, Япония              |                                            |
| Поражение    | 14-10     | Джим Йорк              | KO (удар рукой)              | World Victory Road Presents: Sengoku 7     | 20 марта 2009    | 1     | 4:33  | Токио, Япония              |                                            |
| Поражение    | 14-9      | Кимбо Слайс            | TKO (удары руками)           | EliteXC: Primetime                         | 31 мая 2008      | 3     | 0:38  | Ньюарк, США                |                                            |
| Поражение    | 14-8      | Бретт Роджерс          | KO (удары руками)            | EliteXC: Street Certified                  | 16 февраля 2008  | 1     | 2:24  | Майами, США                |                                            |
| Поражение    | 14-7      | Нил Гроув              | KO (удар рукой)              | Cage Rage 22                               | 14 июля 2007     | 1     | 0:10  | Лондон, Англия             |                                            |
| Победа       | 14-6      | Дон Фрай               | TKO (удары руками)           | Pride 34                                   | 8 апреля 2007    | 1     | 6:23  | Сайтама, Япония            |                                            |
| Поражение    | 13-6      | Эрик Эш                | KO (удары руками)            | Cage Rage 20                               | 10 февраля 2007  | 1     | 0:43  | Лондон, Англия             |                                            |
| Победа       | 13-5      | Хидэхико Ёсида         | TKO (удары руками)           | Pride Shockwave 2006                       | 31 декабря 2006  | 1     | 7:50  | Сайтама, Япония            |                                            |
| Поражение    | 12-5      | Йон Олав Эйнемо        | Сдача (рычаг локтя)          | 2H2H: Pride & Honor                        | 12 ноября 2006   | 1     | 4:18  | Нидерланды                 |                                            |
| Поражение    | 12-4      | Роб Бротон             | KO (удары руками)            | Cage Rage 17                               | 1 июля 2006      | 3     | 5:00  | Лондон, Англия             |                                            |
| Поражение    | 12-3      | Кадзуюки Фудзита       | KO (удар рукой)              | Pride Total Elimination Absolute           | 5 мая 2006       | 1     | 8:25  | Осака, Япония              | Стартовый этап гран-при тяжёлого веса.     |
| Победа       | 12-2      | Гигант Силва           | TKO (соккер-кики)            | Pride Shockwave 2005                       | 31 декабря 2005  | 1     | 1:28  | Сайтама, Япония            |                                            |
| Победа       | 11-2      | Александру Лунгу       | TKO (колени и руки)          | Pride 30                                   | 23 октября 2005  | 1     | 2:13  | Сайтама, Япония            |                                            |
| Победа       | 10-2      | Энди Костелло          | TKO (удары руками)           | Cage Rage 13                               | 10 сентября 2005 | 1     | 2:33  | Лондон, Англия             |                                            |
| Победа       | 9-2       | Аутимио Антониа        | KO (удар рукой)              | Urban Destruction 2                        | 30 июля 2005     | 1     | 0:54  | Бристоль, Англия           |                                            |
| Победа       | 8-2       | Генри Армстронг Миллер | KO (удар рукой)              | Pride Bushido 8                            | 17 июля 2005     | 1     | 1:21  | Нагоя, Япония              |                                            |
| Победа       | 7-2       | Николаис Цилкинас      | TKO (удары руками)           | Urban Destruction 1                        | 10 апреля 2005   | 1     | 1:04  | Англия                     |                                            |
| Поражение    | 6-2       | Александр Емельяненко  | KO (удар рукой)              | Pride 28                                   | 31 октября 2004  | 1     | 0:11  | Сайтама, Япония            |                                            |
| Победа       | 6-1       | Дэн Северн             | Единогласное решение         | UC 11: Wrath of the Beast                  | 12 сентября 2004 | 5     | 5:00  | Бристоль, Англия           |                                            |
| Поражение    | 5-1       | Тенгиз Тедорадзе       | TKO (остановлен рефери)      | Ultimate Combat X                          | 20 июня 2004     | 2     | 5:00  | Англия                     |                                            |
| Победа       | 5-0       | Аарон Марса            | Сдача (травма шеи)           | UC 9: Rebellion                            | 28 марта 2004    | 1     | 0:20  | Бристоль, Англия           |                                            |
| Победа       | 4-0       | Марк Годдард           | KO (удар коленом)            | UC 8: Retribution                          | 30 ноября 2003   | 1     | 0:18  | Чиппенхем, Англия          |                                            |
| Победа       | 3-0       | Ричи Крэнни            | Сдача (треугольник руками)   | UC 7: World Domination                     | 6 сентября 2003  | 1     | 1:34  | Чиппенхем, Англия          |                                            |
| Победа       | 2-0       | Марк Годдард           | Сдача (удары)                | UC 6: Battle in the Cage                   | 14 июня 2003     | 2     | 0:47  | Чиппенхем, Англия          |                                            |
| Победа       | 1-0       | Уилл Эруорти           | Сдача (удушение предплечьем) | Ground & Pound 2                           | 25 января 2003   | 1     | 4:22  | Англия                     |                                            |